# Gerard Anton van Hamel
Gerard Anton van Hamel (Haarlem, 17 januari 1842 – Amsterdam, 1 maart 1917) was een Nederlands advocaat, rechtsgeleerde, hoogleraar en politicus voor de Liberale Unie.

## Levensloop
Gerard van Hamel werd geboren als een zoon van Joost Adriaan van Hamel en Gosina Cecilia Gerarda Ramear. Na het behalen van het gymnasium diploma te Groningen studeerde hij rechten aan de Universiteit Leiden, waar hij in 1865 bij Van Boneval Faure promoveerde op het proefschrift De nietigheid van den verkoop van eens anders goed. In 1910 ontving hij daarnaast nog een eredoctoraat van de Vrije Universiteit Brussel. Na een korte periode als leraar aan de Leidse HBS begon hij zijn juridische carrière als advocaat te Leiden. Daarna was hij substituut-officier van Justitie te Heerenveen en te Rotterdam. Van 1 juni 1878 tot 1 september 1880 was van Hamel rechtskundig adviseur van het Ministerie van Oorlog. Daarna was hij hoogleraar strafrecht, strafvordering en wijsbegeerte van het recht, aan de Universiteit van Amsterdam. In 1890-1891 was hij rector magnificus van de Universiteit van Amsterdam en van 26 januari 1892 tot 1 maart 1917 was hij lid Provinciale Staten van Noord-Holland.
Van 21 september 1909 tot 1 maart 1917 was van Hamel lid van de Tweede Kamer der Staten-Generaal. Van 6 juli 1910 tot 1 maart 1917 was hij lid Gedeputeerde Staten van Noord-Holland.
Van Hamel was de initiatiefnemer en drijvende kracht achter de oprichting van de Nederlandse Juristen-Vereniging in 1870; hij was in 1892-1893 voorzitter van de NJV.

## Persoonlijk

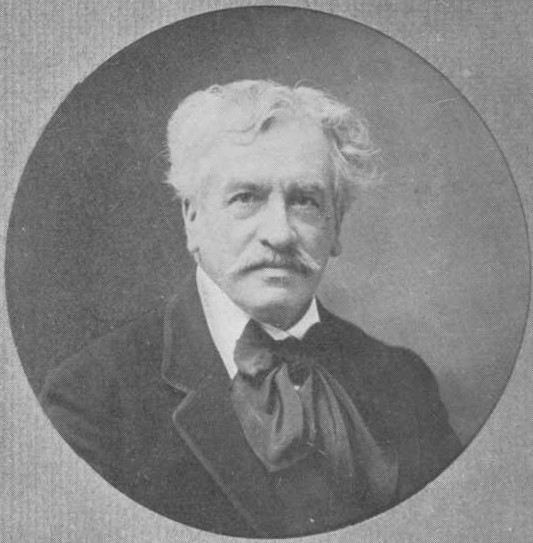
Gerard Anton van Hamel ca. 1913

Op 1 februari 1877 te Rotterdam trouwde van Hamel met Maria s'Jacob en samen hadden ze twee zoons, Joost Adriaan van Hamel en Anton Gerard van Hamel. Van Hamel was de tweelingbroer van Anton Gerard van Hamel, en een neef van Joost van Vollenhoven, Eduard Herman s'Jacob en van Frederik s'Jacob. Via zijn echtgenote was hij daarnaast aangetrouwde zwager van Bernard Loder en S.J.R. de Monchy.

## Ridderorde
- Ridder in de Orde van de Nederlandse Leeuw

1. ↑  Parlement.com; geraadpleegd op: 11 september 2015.